# Wrodzona dystrofia mięśniowa Fukuyamy
Wrodzona dystrofia mięśniowa Fukuyamy (ang. Fukuyama congenital muscular dystrophy, FCMD) – choroba genetyczna, będąca postacią dystrofii mięśniowej. Szczególnie często spotykana w populacji japońskiej; w 1960 roku piętnaście przypadków przedstawili Yukio Fukuyama i wsp.. W 1995 roku stwierdzono, że chorobę wywołują mutacje w genie FMCD w locus 9q31 kodującym białko fukutynę.